# Tyszki-Wądołowo
Tyszki-Wąłowo [pronunciación en polaco: /ˈtɨʂki vɔndɔˈwɔvɔ/] es un pueblo en el distrito administrativo de Gmina Kolno, dentro del Distrito de Kolno, Voivodato de Podlaquia, en el noreste de Polonia. Se encuentra aproximadamente 4 kilómetros al noreste de Kolno y 88 kilómetros al noroeste de la capital regional, Białystok.
El pueblo tiene una población de 84 habitantes.